# ابن شمس الخلافة
ابن شمس الخلافة (543 هـ-622 هـ)، الملقب مجد الملك، شاعر من أهل مصر وأديب ومشهور بحسن خطه، وله ديوان شعري وتصانيف، وامتدح الكبار. روى عنه القوصي والمنذري في معجميهما. ألف كتاب الآداب النافعة بالألفاظ المختارة الجامعة.

## سيرته
هو أبو الفضل جعفر بن شمس الخلافة أبى عبد الله محمد بن شمس الخلافة مختار الأفضلى الملقب مجد الملك الشاعر المشهور. ولد سنة ثلاث وأربعين وخمسمائة (543هـ). كان فاضلاً حسن الخط، وكتب كثيرًا، وخطه مرغوب فيه لحسنه وضبطه، وله تواليف جمع فيها أشياء لطيفة دلّت على جودة اختياره، وله كتاب «الآدب» مطبوع في القاهرة (1930م)، وله ديوان شعر أجاد فيه.
قال الذهبي: وقيل: بل هو جعفر بن إبراهيم بن علي، وخدم مع السلطان صلاح الدين الأيوبي أميرا ثم مع ابنه العزيز، ثم خدم بحلب مع الظاهر ثم رجع إلى مصر، وله هجو في العادل وفي القاضي الفاضل.

## وفاته
توفى سنة اثنتين وعشرين وستمائة (622هـ) بالموضع المعروف بالكوم الأحمر ظاهر مصر.

## وصلات خارجية
- ديوان ابن شمس الخلافة (543 - 622 هـ).